# クイズ逆転階段
『クイズ逆転階段』（クイズぎゃくてんかいだん）は、2013年5月30日から同年8月8日までテレビ朝日で放送されていたクイズバラエティ番組。全7回。
毎回4人の芸能人たちがクイズに挑戦し、誰が最も早く5段構成の「人生の階段」をかけ上がれるのかを競っていた。『ネオバラ2』木曜バラエティ道場の第2弾として、2か月間限定でレギュラー放送された。

## 出演者
- ヒャダイン - MCを担当。
- 本間智恵（テレビ朝日アナウンサー） - 進行を担当。
- 4人の解答者
- 立木文彦 - ナレーターを担当。

## ルール
4人による個人戦。1人ずつ順番にクイズに挑戦。解答は各自が持つタブレット端末で示す。問題は全て、示された特徴や逸話の人物がA・Bどちらの有名人かを答える二者択一問題である。正解なら階段を1段昇り、不正解なら指名した相手1人を1段昇らせられた。
これを繰り返し、先に5段昇った者が優勝。優勝者には以下の賞品が与えられた。
- 第1回・第2回の賞品は純金15g（約7万5000円相当）。第3回以降の賞品は金一封（5万円）。
- 第3回以降は、優勝者以外の3名に敗者への罰が用意されていた。その内容は、3つある視聴者プレゼント用賞品のいずれか1つを選び、その代金を自腹で支払わなければならないというものだった。なお、賞品を選ぶ優先権は先に脱落したプレイヤーにあった。既に選ばれた賞品は選択できなかった。優勝決定時には、階段に優勝者以外に2人以上のプレイヤーが居た場合にはじゃんけんで順番を決定する。

以下の条件のいずれかを満たし、かつ解答者が切り札（後述）を使用しない（できない）場合には、不正解者が優勝者を決定した。
- 解答者以外のプレイヤーが全員4段目にいる。
- プレイヤー全員が4段目に到達している。

### 切り札
プレイヤーが1段目に昇った際に「切り札」を1人1枚ずつ貰えた。進行役の本間が持つタブレットに描かれた、中身が見えない4枚のカードの中から1枚を指定し、表示されたカードを使用できた。4枚のカードの中身は、1回の放送につき後述の切り札3種類の中から2種類が2枚ずつランダムに分布していた。
自分が獲得した切り札は、問題出題前に使用する事を宣言すれば、その効果が発動される。どのタイプの切り札を使用する場合でも、まず相手を1人指名。そして通常と同じく問題に答え、正解なら指名した相手に、不正解なら切り札を使った本人にそれぞれカードに応じたペナルティが与えられた。
- DEATH - 正解すれば指定したプレイヤーを退場させられるが、不正解の場合には自身が退場することになった。切り札持ちをDEATHで退場させた場合には、持っていた切り札を奪い取ることができた。退場者は黒字に黄色く×が書かれたマスクを着用してモニタリングルームで観戦する。
- DOWN - 正解すれば指定したプレイヤーを2段降ろすことができた。不正解の場合には自分が2段降りなければならなかった。
- CHANGE - 正解すれば指定したプレイヤーと位置を交換できた。不正解の場合にはそのままSTAY（変動無し）。

切り札を使った場合、原則として正解しても段を上ることはできなかったが、第3回以降は「DEATH」のみ例外として1段登ることができた。

## 放送リスト
太字はその回の優勝者。

## スタッフ
- 構成：小笠原英樹、鹿谷忠弘、中藤洋
- クイズ作家：大石依里香、川上潤也、坂本貴彦、土橋敬弘、細井新、松本智子
- TM：大島秀一（テレビ朝日）
- TD/SW：住田清志
- CAM：西村佳晃、石井豪
- VE：藤森寛明、時見正和
- MIX：新井八月、安村真奈
- 照明：岡本勝彦
- 美術：小山晃弘
- デザイン：小谷知輝
- 美術進行：高崎絵織
- 大道具：竹内俊彰
- システム：宮崎世利子
- モニター：安藤洋一
- メイク：川口カツラ店
- CG：佐野朋子
- 音効：井上竜一
- 編集：植木義憲、門馬卓哉
- MA：内山有希、松尾隆裕
- TK：船木玉緒
- 宣伝：中嶋哲也（テレビ朝日）
- 協力：ラフト、東京オフラインセンター
- 衣装協力：JILL、RANDA、スピンズ
- リサーチ：スコープ
- AD：南渚沙、安蒜哲哉、吉村浩平
- ディレクター：大谷卓、地曳範剛、馬場一彦
- AP：寿崎和臣（テレビ朝日）、島田源太郎、岡野明子
- キャスティングプロデューサー：竹部歩美
- 演出：武島義之
- プロデューサー：寺田伸也（テレビ朝日）、宇和川隆（クリーク・アンド・リバー社）
- 制作：テレビ朝日、クリーク・アンド・リバー社

## 放送局
| 放送対象地域 | 放送局             | 系列           | 放送日時           | 放送開始日    | 備考                      |
| ------------ | ------------------ | -------------- | ------------------ | ------------- | ------------------------- |
| 関東広域圏   | テレビ朝日 (EX)    | テレビ朝日系列 | 木曜 25:51 - 26:21 | 2013年5月30日 | 製作局                    |
| 大分県       | 大分朝日放送 (OAB) | テレビ朝日系列 | 火曜 25:15 - 25:45 | 2013年6月18日 | 19日遅れ                  |
| 日本全域     | テレ朝チャンネル1  | CSチャンネル   | 水曜 18:00 - 18:30 | 2013年7月3日  | 34日遅れ リピート放送あり |